# Улица Промышленности (Самара)
Улица Промышленности — улица в Железнодорожном и Советском районах города Самары. Начинается от улицы Ракитной, пересекая множество улиц и переулков. Самыми крупными из них являются: Структурная, Волгина, Авроры, Партизанская, Измайловский переулок, Аэродромная, Советской Армии, проезд 9 мая. Заканчивается на улице Гагарина. Относительная протяжённость 5 км.

## История
Во второй половине 1930-х годов улица Промышленности имела простое название — улица на Машстрое. Согласно генплану «Большой Куйбышев» планировалось, что она станет главной грузовой магистралью с трамвайным полотном для грузового трамвая, и застройки жилыми домами на ней не будет.
10 июля 1941 года на месте Машстроя, где незадолго до этого началось сооружение машиностроительного завода, привезли законсервированный завод №525 из города Артёмовск и люди начали обживать территории этого завода. Постройка завода и домов шла одновременно. В декабре 1941 года завод №525 (ныне завод Металлист-Самара) выдал первую партию пулемётов ДШК. В многотиражной заводской газете «За боевые темпы» упоминается, что в первые годы войны на улице Промышленности уже было построено 38 бараков. 
В 1945 году улица Промышленности приобрела название — Промышленный проезд, в 1946 году стала улицей Промышленной, а в 1950 году получила своё нынешнее имя. 
В 1950-х годах началась постройка первых двухэтажных домов. 1 сентября 1950 года открылась школа №107. Но основная застройка жилыми домами пришлась на 1970-е года. 
В 1962 году большая часть бараков была снесена, чтобы проложить трамвайные пути. В 1964 году открыли трамвайную ветку, проходящую от Авроры по улице Промышленности. 
25 ноября 1975 года был построен детский сад «Журавушка», который работает по сей день. 

## Здания и сооружения
Большая часть улицы Промышленности от улицы Ракитной до Советской Армии застроена частными домами. Среди них часто встречаются разнообразные автосервисы, мойки и торговые компании. На втором участке улицы от Советской Армии до Гагарина находятся более крупные и значимые организации. 
- №9, 11 — Храм Святой Блаженной Ксении Петербургской
- №223 — Женский монастырь во имя Святого Славного Пророка Илии
- №240 — гостиница «Астория»
- №269а — ПЖРТ №11 (аварийно-диспетчерская служба)
- №276 — школа №107
- №278 — ОАО «Металлист-Самара» (двигателестроительный завод)
- №297а — детский сад «Журавушка»
- №317 — Восточная экономико-юридическая гуманитарная академия
- №319 — лицей №131 «Созвездие»

## Транспорт
Автобус: 52, 70, 75;
Трамвай: 3, 4, 11, 23;
Маршрутное такси: 366, 417.